# ファイティング・with・ファイア
『ファイティング・with・ファイア』（原題: Playing with Fire）は2019年に公開されたアメリカ合衆国のコメディ映画である。監督はアンディ・フィックマン、主演はジョン・シナが務めた。本作は日本国内で劇場公開されなかったが、2020年6月3日にBlu-ray＋DVDセットが発売された。

## 概略
山火事の消火活動中、消防士たちは3人の子供（ブリン、ウィル、ゾーイ）を救助した。両親との連絡が取れなかったため、彼らはやむなく3人を消防署で預かることにした。ところが、彼らは消防のエキスパートではあったが、子守に関しては素人以下の技能しかなかった。
本作は消防士たちが慣れない子守に悪戦苦闘する姿をユーモアたっぷりに描き出していく。

## キャスト
※括弧内は日本語吹替。
- ジョン・シナ - ジェイク・カーソン（楠大典）
- キーガン＝マイケル・キー - マーク（間宮康弘）
- ジョン・レグイザモ - ロドリゴ（北沢洋）
- ブリアナ・ヒルデブランド - ブリン（佐藤里緒）
- デニス・ヘイスバート - リチャーズ（五王四郎）
- ジュディ・グリア - エイミー・ヒックス博士（所河ひとみ）
- クリスチャン・コンヴェリー - ウィル（永竹功幸）
- フィンレイ・ローズ・スレーター - ゾーイ（安藤柚）
- タイラー・メイン - アックス（吹替なし）
- リンダ・ボイド - パティ

## 製作
2018年10月15日、ジョン・シナが本作に出演することになったとの報道があった。11月7日、アンディ・フィックマンが本作の監督に起用されたと報じられた。2019年1月、ブリアナ・ヒルデブランド、ジュディ・グリア、ジョン・レグイザモ、キーガン＝マイケル・キーらがキャスト入りした。製作サイドはロブ・グロンコウスキーにも本作への出演オファーを出していたが、スケジュールの都合で断られてしまった。
本作の主要撮影はブリティッシュコロンビア州のバーナビーで2019年2月4日に始まり、同年3月29日に終わった。

### 音楽
2019年10月4日、ネイサン・ワンが本作で使用される楽曲を手掛けるとの報道があった。11月8日、パラマウント・ミュージックが本作のサウンドトラックを発売した。

## 公開・マーケティング
当初、本作は2020年3月20日に全米公開される予定だったが、後に公開日は2019年11月8日に前倒しされることになった。その日に公開される予定だった『ソニック・ザ・ムービー』の公開延期を受けての措置であった。
2019年7月17日、本作のオフィシャル・トレイラーが公開された。

## 興行収入
本作は『Midway』、『ラスト・クリスマス』、『ドクター・スリープ』と同じ週に封切られ、公開初週末に800万ドル前後を稼ぎ出すと予想されていたが、実際の数字はそれを上回るものとなった。2019年11月8日、本作は全米3125館で公開され、公開初週末に1272万ドルを稼ぎ出し、週末興行収入ランキング初登場3位となった。

## 評価
本作は批評家から酷評されている。映画批評集積サイトのRotten Tomatoesには71件のレビューがあり、批評家支持率は21%、平均点は10点満点で3.96点となっている。サイト側による批評家の見解の要約は「悲しいことに、『ファイティング・with・ファイア』は精神的なダメージを与えかねないほど下らない作品に仕上がってしまった。」となっている。また、Metacriticには14件のレビューがあり、加重平均値は24/100となっている。なお、本作のCinemaScoreはB+となっている。